# Mitsuda Hisateru
Mitsuda Hisateru (japanisch 満田 久輝; geboren 27. Mai 1914 in Osaka; gestorben 10. März 2006 in Kyōto) war ein japanischer Agrarwissenschaftler.

## Leben und Wirken
Mitsuda Hisateru machte 1937 seinen Studienabschluss im Fach Chemie in Landwirtschaft und Forsten und an der Fakultät für Landwirtschaft der Universität Kyōto. 1944 wurde er Assistenzprofessor an seiner Alma Mater im Forschungsinstitut für Chemie (化学研究所, Kagaku kenkyūjo), 1949 wurde er zum Doktor der Agrarwissenschaft promoviert, 1952 Professor. Von 1968 bis Dezember 1969 wirkte Mitsuda als Berater (評議員, Hyōgiin) der Universität. 1978 ging er als „Meiyo Kyōju“ in den Ruhestand. Anschließend wirkte Mitsuda als Präsident der Kōshien-Universität (甲子園大学) in Kōbe und als Direktor der „Instituts für allgemeine Umweltwissenschaft“ (環境科学総合研究所, Kankyō kagaku sōgo kenkyūjo).
Mitsuda entwickelte Methoden, mit denen man den Vitamingehalt äußerst genau bestimmen konnte. Er leistete einen Beitrag zur Entwicklung von Reissorten mit verstärkten Vitamingehalt, um das Auftreten von Beriberi zu verhindern. Während des Pazifikkriegs und danach leitete er somit einen großen Beitrag zur Volksgesundheit. Daneben war er an der Formulierung der Gesetze zum  und Speicherung von Lebensmitteln beteiligt.
1966 wurde Mitsuda Mitglied des Science Council of Japan, 1974 wurde er mit dem Preis der Internationale Vereinigung für Lebensmitteltechnik und -forschung ausgezeichnet. 1983 wurde er in die Akademie der Wissenschaften aufgenommen. 1989 wurde Mitsuda als Person mit besonderen kulturellen Verdiensten geehrt und 1994 mit dem Kulturorden ausgezeichnet.